# Zamek Matsumoto
Zamek Matsumoto (jap. 松本城 Matsumoto-jō) – zamek z XVI wieku w mieście Matsumoto, w prefekturze Nagano, jeden z pięciu zachowanych w oryginale zamków japońskich. Zwany jest również zamkiem Kruków lub Wron (鳥城 U-jō) z powodu czarnego koloru zewnętrznych ścian, odmiennego od większości zamków w Japonii. Jedynie jeszcze zamek Okayama jest koloru czarnego i oba dzielą się nazwą.

## Opis
Zamek należy do typu hira-jiro, zamków budowanych na równinie. Pod pewnym względem jest on wyjątkowy, gdyż jego główny donżon (tenshukaku), mniejszy donżon (ko-tenshu) i jedna z wież-baszt (yagura) przylegają do siebie. Donżony powstały w latach 1592–1614, a w 1635 roku dobudowano dwie wieże yagura.
Drewniane wnętrza budowli przybliżają autentyczne wrażenia, odmienne od tych, jakie się odnosi w wielu zamkach odbudowanych z żelbetu. Można tam zobaczyć strome schody, otwory do zrzucania kamieni na najeźdźców, otwory dla łuczników.

## Historia
Panuje opinia, że poprzednikiem zamku Matsumoto była forteca Fukashi, która znajdowała się w pobliżu. W okresie Muromachi-Ashikaga (1336–1573) w okolicy znajdowała się wioska Fukashi, która należała do klanu Sakanishi i tu była ich rezydencja, ale w 1504 roku klan Shimadachi zbudował w pobliżu fortecę i nazwał ją Fukashi. 
W 1550 roku zamek przeszedł pod panowanie rodu Takeda, a następnie sioguna Ieyasu Tokugawy (1543–1616). Kiedy Hideyoshi Toyotomi (1537–1598) przeniósł Ieyasu do regionu Kantō, umieścił Kazumasę Ishikawa (1534–1609) w Matsumoto. Kazumasa i jego syn Yasunaga zbudowali wieżę, inne części zamku i odegrali kluczową rolę w rozplanowaniu miasta zamkowego (jōka-machi).

## Galeria

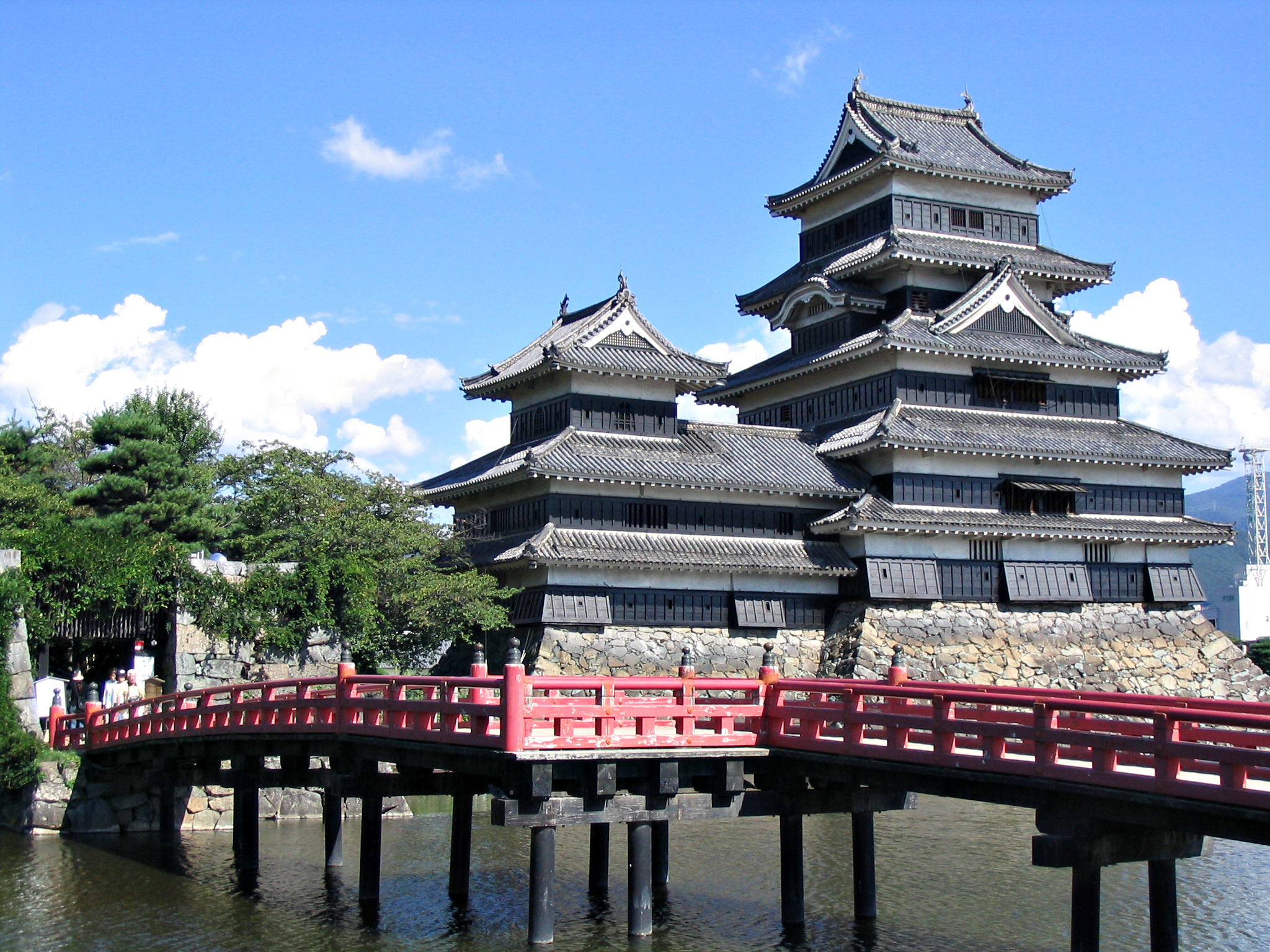
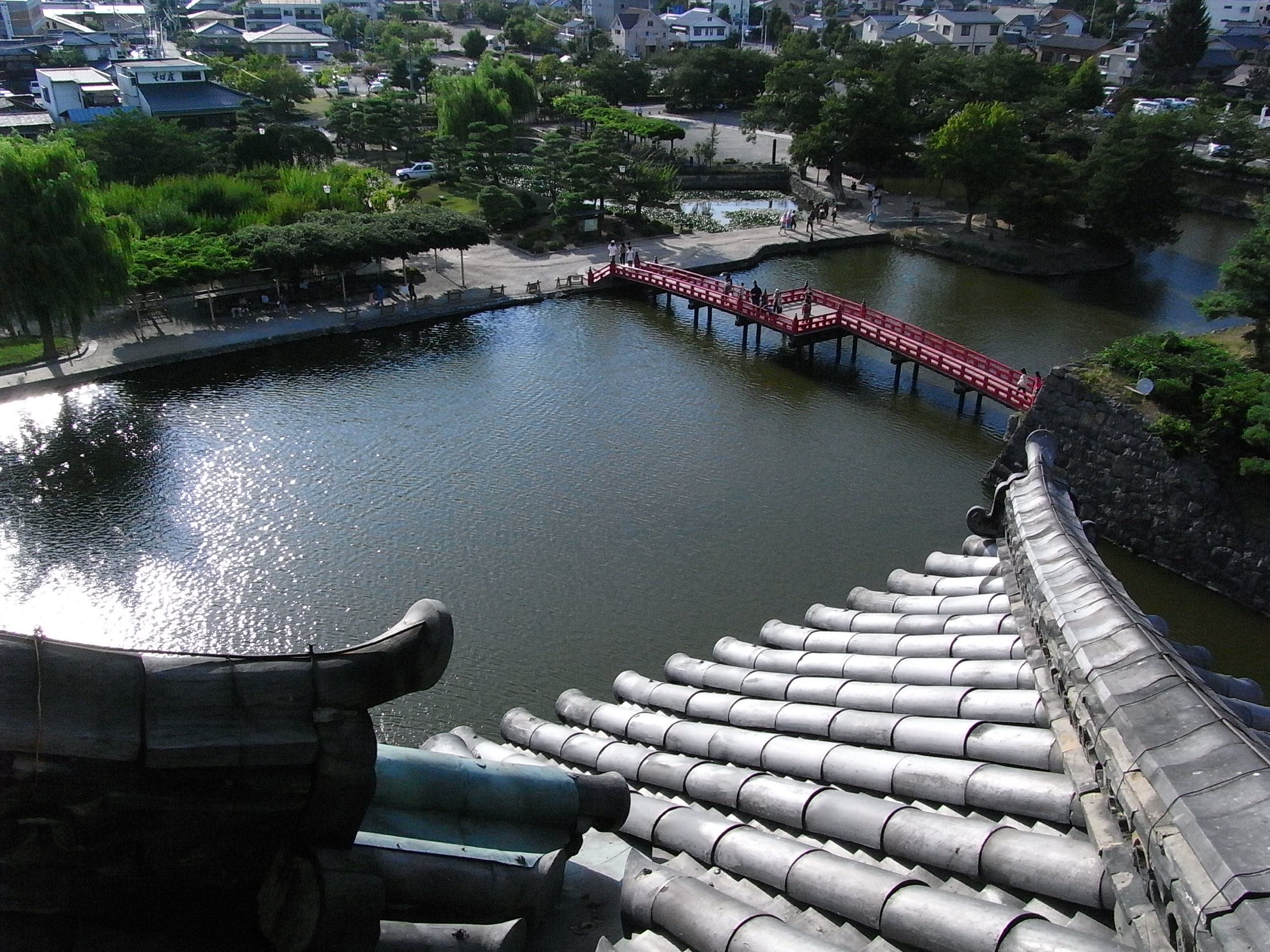
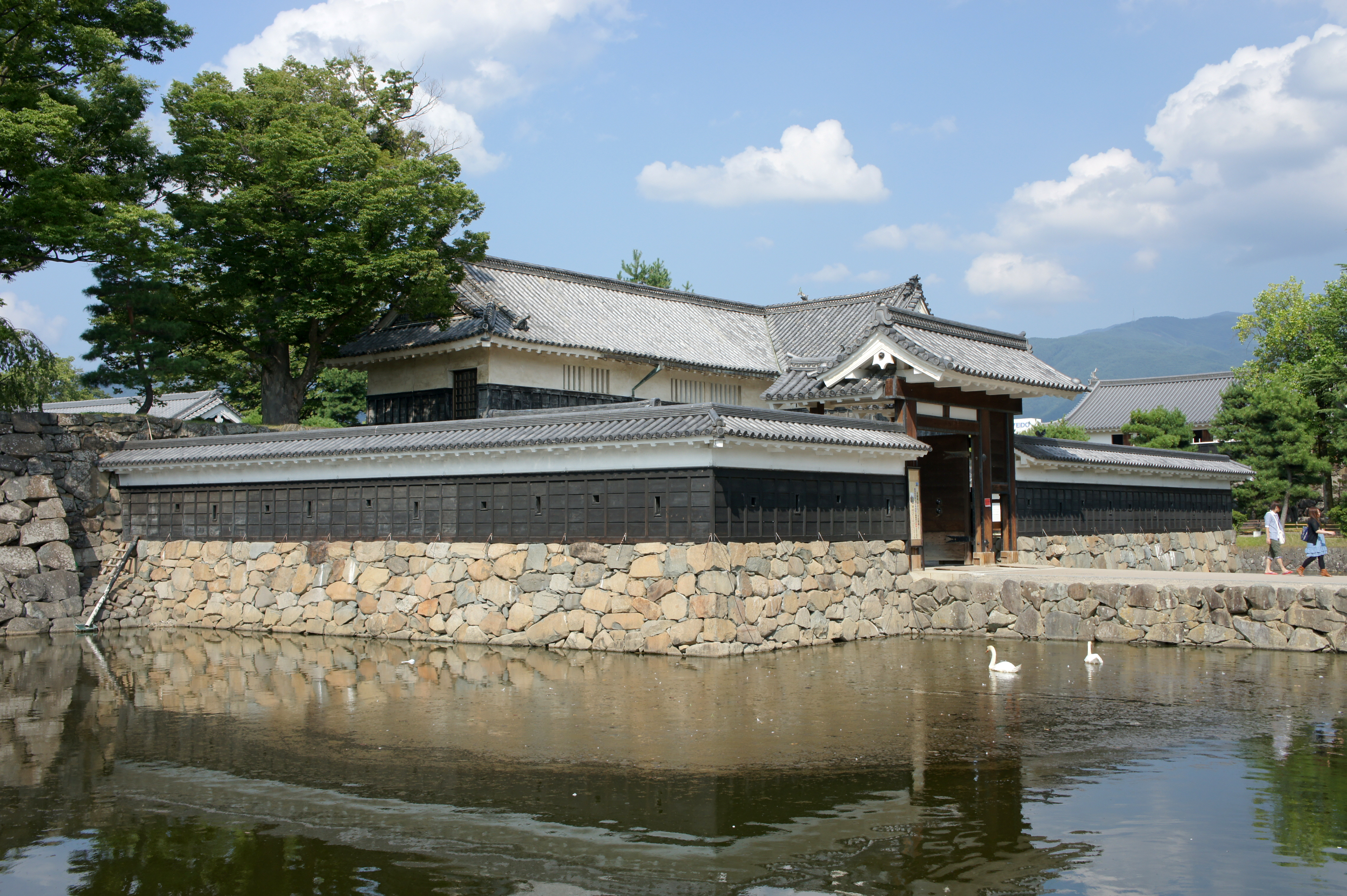
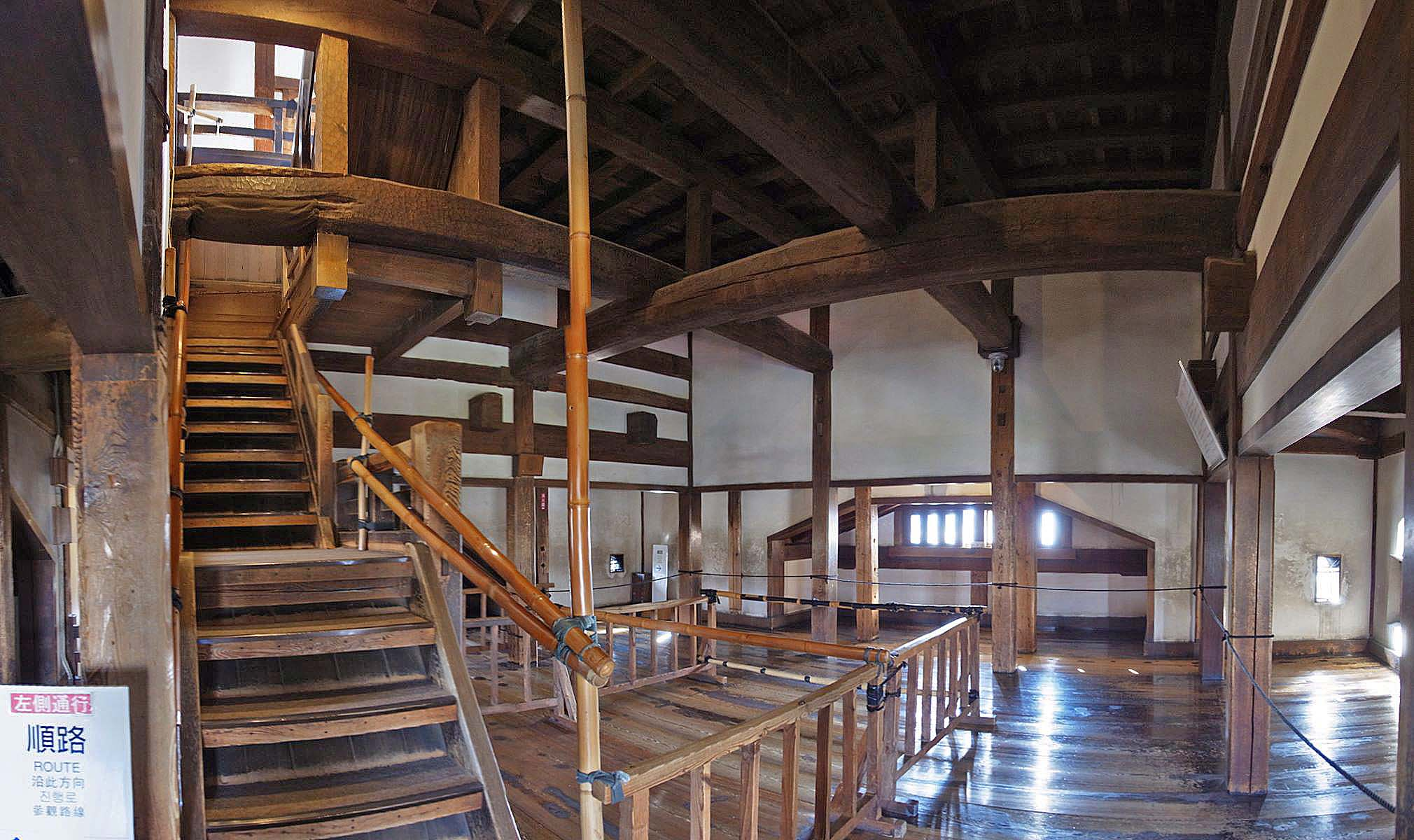